# Jack Laviolette
Jean-Baptiste "Jack" Laviolette, född 27 augusti 1879 i Belleville, Ontario, död 9 januari 1960, var en kanadensisk professionell ishockeyspelare och ishockeytränare som även var aktiv inom lacrosse. Som ishockeyspelare representerade Laviolette Montreal Le National, Michigan Soo Indians, Montreal Shamrocks och Montreal Canadiens åren 1903–1918.

## Montreal Canadiens
Jack Laviolette var en tidig förgrundsgestalt i Montreal Canadiens historia som lagets förste spelare, lagkapten, tränare och sportdirektör. Då Canadiens fick en plats i den nystartade ligan National Hockey Association säsongen 1910 gavs Laviolette i uppdrag av ligans grundare J. Ambrose O'Brien att leda, och rekrytera spelare till, den nya klubben. 1916 vann Laviolette Stanley Cup med Canadiens sedan laget vunnit finalserien mot Portland Rosebuds från PCHA med 3-2 i matcher.
Laviolette stannade som spelare i Canadiens över säsongen 1917–18 då laget gick med i nystartade National Hockey League.

## Statistik
FAHL = Federal Amateur Hockey League, ECAHA = Eastern Canada Amateur Hockey Association, ECHA = Eastern Canada Hockey Association
| 1902–03    | Montreal Bell Telephone | MCHL        | –   | –  | –  | –  | –   | – | – | – | – | – |
| 1904       | Montreal Le National    | FAHL        | 6   | 8  | 0  | 8  | –   | – | – | – | – | – |
| 1904–05    | Michigan Soo Indians    | IPHL        | 24  | 15 | 0  | 15 | 24  | – | – | – | – | – |
| 1905–06    | Michigan Soo Indians    | IPHL        | 17  | 15 | 0  | 15 | 28  | – | – | – | – | – |
| 1906–07    | Michigan Soo Indians    | IPHL        | 19  | 10 | 7  | 17 | 34  | – | – | – | – | – |
| 1907–08    | Montreal Shamrocks      | ECAHA       | 6   | 1  | 0  | 1  | 36  | – | – | – | – | – |
| 1909       | Montreal Shamrocks      | ECHA        | 9   | 1  | 0  | 1  | 36  | – | – | – | – | – |
| 1910       | Montreal Canadiens      | NHA         | 12  | 4  | 0  | 4  | 41  | – | – | – | – | – |
| 1910–11    | Montreal Canadiens      | NHA         | 16  | 0  | 0  | 0  | 24  | – | – | – | – | – |
| 1911–12    | Montreal Canadiens      | NHA         | 17  | 7  | 0  | 7  | 10  | – | – | – | – | – |
| 1912–13    | Montreal Canadiens      | NHA         | 20  | 8  | 0  | 8  | 77  | – | – | – | – | – |
| 1913–14    | Montreal Canadiens      | NHA         | 20  | 7  | 9  | 16 | 30  | 2 | 0 | 1 | 1 | 0 |
| 1914–15    | Montreal Canadiens      | NHA         | 18  | 6  | 3  | 9  | 35  | – | – | – | – | – |
| 1915–16    | Montreal Canadiens      | NHA         | 18  | 8  | 3  | 11 | 62  | – | – | – | – | – |
|            | Montreal Canadiens      | Stanley Cup | –   | –  | –  | –  | –   | 4 | 0 | 0 | 0 | 6 |
| 1916–17    | Montreal Canadiens      | NHA         | 17  | 7  | 3  | 10 | 24  | 2 | 0 | 0 | 0 | 0 |
|            | Montreal Canadiens      | Stanley Cup | –   | –  | –  | –  | –   | 4 | 1 | 2 | 3 | 9 |
| 1917–18    | Montreal Canadiens      | NHL         | 18  | 2  | 1  | 3  | 6   | 2 | 0 | 0 | 0 | 0 |
| NHA totalt | NHA totalt              | NHA totalt  | 138 | 47 | 18 | 65 | 303 | 4 | 0 | 1 | 1 | 0 |

## Meriter
- IPHL First All-Star Team – 1904–05 och 1906–07
- Stanley Cup – 1915–16
- Invald i Hockey Hall of Fame 1963